# Benefit
1970. április 20-án jelent meg a Jethro Tull harmadik albuma, a Benefit, mely több szempontból is fordulópontot jelentett a zenekar történetében. Ez volt a Tull első milliós példányszámban fogyó albuma (a brit listákon harmadik lett), s az amerikai Top 10-ről csak egy hellyel maradt le. Ian Anderson szerint a dalok sötétebb hangulatúak, mint az előző két album dalai, és itt bukkan fel először a cinizmusnak az a formája, mely az Aqualungra lesz jellemző.
Ez volt az első album, melyen John Evan játszott (még csak vendégmuzsikusként) és az utolsó, melynek felvételén Glenn Cornick részt vett. A Benefit-turné végeztével (melynek során a Tull 1970. augusztus 30-án, éppen Jimi Hendrix előtt fellépett az Isle of Wight Festival 1970 nevű négynapos koncerten), 1970 decemberében Cornick kiszállt; személyisége erősen eltért a zenekar tagjaiétól. Míg a többiek sokat olvastak és korán lefeküdtek, ő inkább partikra járt. Konfliktusok nélkül váltak el, és az 1970-es évek hátralevő részében Wild Turkey nevű zenekarával többször a Tull előtt lépett fel. John Evan csak egy nyolc hónapos turnéra csatlakozott, végül 1980-ig a zenekar tagja maradt. Színpadi viselkedése és klasszikus zenei képzettsége egyedülálló élménnyé tette a Jethro Tull koncertjeit.

## Az album dalai
A Benefitet 2001-ben újrakeverték és négy új dalt tettek rá. Minden dalt Ian Anderson írt.
1. "With You There to Help Me" – 6:15
2. "Nothing to Say" – 5:10
3. "Alive and Well and Living in" – 2:48
4. "Son" – 2:48
5. "For Michael Collins, Jeffrey and Me" – 3:47
6. "To Cry You a Song" – 6:09
7. "A Time for Everything?" – 2:42
8. "Inside" – 3:46
9. "Play in Time" – 3:44
10. "Sossity: You're a Woman" – 4:31
11. "Singing All Day" – 3:07
12. "Witch's Promise" – 3:52
13. "Just Trying to Be" – 1:37
14. "Teacher" – 3:49

## Közreműködők
- Ian Anderson – ének, fuvola, akusztikus és elektromos gitár
- Martin Barre – elektromos és akusztikus gitár
- Glenn Cornick – basszusgitár
- Clive Bunker – dob, ütőhangszerek
- John Evan – zongora, Hammond-orgona, billentyűs hangszerek

### Produkció
- Robin Black – hangmérnök
- Ruan O'Lochlainn – fényképek, borítóterv
- Ian Anderson – producer
- Terry Ellis – produkciós vezető